# Clubiona baishishan
Espèce
Clubiona baishishan est une espèce d'araignées aranéomorphes de la famille des Clubionidae.

## Distribution
Cette espèce est endémique du Hebei en Chine,. Elle se rencontre dans le xian de Laiyuan.

## Étymologie
Son nom d'espèce lui a été donné en référence au lieu de sa découverte, le Baishishan.

## Publication originale
- Zhang, Zhu & Song, 2003 : Two new species of the genus Clubiona from China (Araneae, Clubionidae). Acta Zootaxonomica Sinica, vol. 28, no 4, p. 634-636.